# Nauvoo (Alabama)
Nauvoo és una població dels Estats Units a l'estat d'Alabama. Segons el cens del 2000 tenia 284 habitants.

## Demografia
Segons el cens del 2000, Nauvoo tenia 284 habitants, 116 habitatges, i 83 famílies. La densitat de població era de 111,9 habitants/km².
Dels 116 habitatges en un 30,2% hi vivien nens de menys de 18 anys, en un 60,3% hi vivien parelles casades, en un 9,5% dones solteres, i en un 27,6% no eren unitats familiars. En el 27,6% dels habitatges hi vivien persones soles el 13,8% de les quals corresponia a persones de 65 anys o més que vivien soles. El nombre mitjà de persones vivint en cada habitatge era de 2,45 i el nombre mitjà de persones que vivien en cada família era de 2,93.
Per edats la població es repartia de la següent manera: un 24,6% tenia menys de 18 anys, un 7,4% entre 18 i 24, un 28,2% entre 25 i 44, un 22,9% de 45 a 60 i un 16,9% 65 anys o més.
L'edat mediana era de 36 anys. Per cada 100 dones hi havia 89,3 homes. Per cada 100 dones de 18 o més anys hi havia 81,4 homes.
La renda mediana per habitatge era de 22.274 $ i la renda mediana per família de 29.167 $. Els homes tenien una renda mediana de 24.375 $ mentre que les dones 16.875 $. La renda per capita de la població era d'11.066 $. Aproximadament el 20,7% de les famílies i el 24,4% de la població estaven per davall del llindar de pobresa.

## Poblacions properes
El següent diagrama mostra les poblacions més properes.